# Henri Gauban
Henri Gauban, surnom de Jean Gauban, né le 11 septembre 1874 à Muret et mort le 10 février 1958 dans cette même ville, est un coureur cycliste français qui a notamment participé à plusieurs Tours de France dont celui de la première édition. Sur le Tour de France 1907, il est équipier d'Henri Pépin.
Il est le père du cycliste Henri Gauban (1899-1989).
En 1906, il est disqualifié pour avoir pris le train en compagnie de trois autres coureurs. Il continuera à se faire remarquer sur le Tour, alors qu'il a plus de 60 ans, en s'incrustant dans une étape qui passait par chez lui, avant de se faire rattraper par les motards,.

## Palmarès sur piste
- 1906
  - 2e des Six Jours de Toulouse (associé à Achille Germain)

## Palmarès sur route
- 1903
  - 3e de Toulouse-Luchon-Toulouse

### Résultats sur le Tour de France
- 1903 : abandon 2e étape
- 1904 : abandon 2e étape
- 1905 : abandon 1er étape
- 1906 : disqualifié 3e étape
- 1907 : abandon 11e étape [7]

## Distinctions
- (1952) Médaille de l'éducation physique et des sports[8]